# William Woolsey Scarborough
William Woolsey Scarborough, kurz W. W. Scarborough (* 20. August 1814 in Hartford, Connecticut; † 22. Oktober 1896 in Cincinnati, Ohio), war ein US-amerikanischer Unternehmer, Mäzen und Kunstsammler.

## Leben
Scarborough war eines von drei Kindern und der älteste Sohn des Hartforder Kaufmanns und Rechtsanwalts Jared Scarborough (1781–1816) aus dessen Ehe mit Mary Anne Woolsey (1793–1871), Tochter von William Walton Woolsey (1766–1839), des Präsidenten der Boston and Providence Railroad, und Enkelin des Predigers Jonathan Edwards. Seine Geschwister starben jeweils kurz nach der Geburt. Nach dem Tod seines Vaters zog die Mutter mit ihrem Kleinkind nach New Haven, wo sie in zweiter Ehe ab 1819 mit dem Rechtsanwalt George Hoardly (1781–1857, 1822–1826 Bürgermeister von New Haven, 1846–1848 Bürgermeister von Cleveland, Ohio) verheiratet war. Aus der zweiten Ehe seiner Mutter entstammte sein Stiefbruder George Hoadly.
Nach der Schule und einer Tätigkeit in einem New Yorker Warenhaus engagierte ihn sein Großvater 1832 bei der Boston and Providence Railroad als Angestellten für Aktiengeschäfte. Für die Firma Goodhue & Company ging er 1836 nach China. Von 1837 bis 1843 war er als Kaufmann in Mazatlán in Mexiko tätig. Zwischen 1846 und 1849 siedelte er sich in Cincinnati an, wo er als Partner des Warenhaus-Firma Springer & Whiteman bis 1860 ein Vermögen machte, ehe er sich dem Bankengeschäft zuwandte. Er wurde Präsident der Bank of Ohio Valley und der Third National Bank. 1870 trat er aus diesen Ämtern zurück und wurde Präsident einer Gasgesellschaft, dann Direktor der Baltimore and Ohio Railroad, ferner Direktor und Anteilseigner der Mississippi and Ohio Railroad. 1884 bezifferte die Zeitung The Cincinnati Enquirer sein Vermögen auf „vielleicht drei Millionen Dollar, hauptsächlich angelegt in Immobilien“.

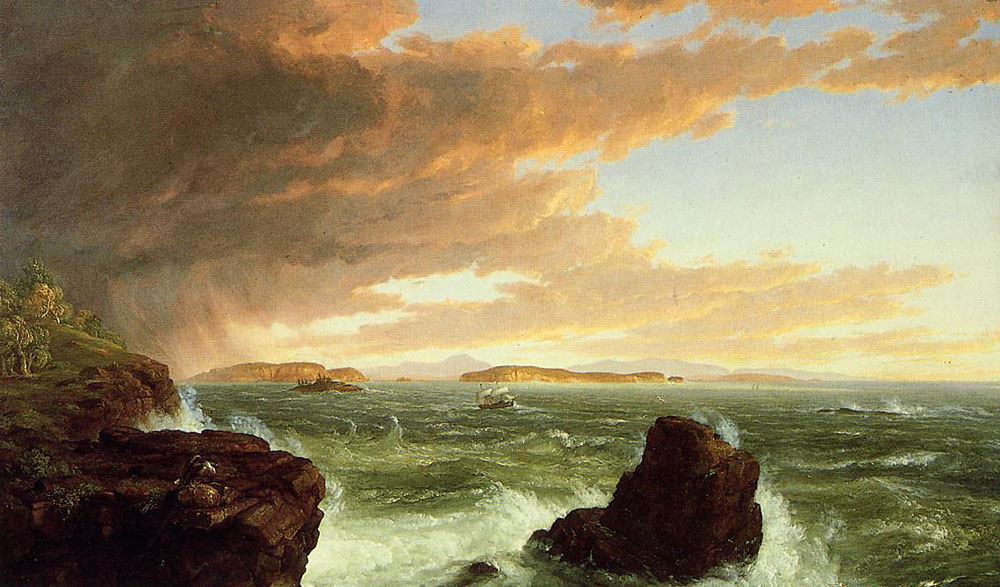
Thomas Cole: View Across Frenchman’s Bay From Mt. Deserts Bay After a Squall, 1845, Cincinnati Art Museum

Scarboroughs Bedeutung für Cincinnati lag auch in seiner Rolle als Mäzen und Kunstsammler. Dort war er Mitglied der Western Art-Union und konnte durch seinen Sachverstand dazu beitragen, dass die steuerlichen Probleme, in die der Kunstverein durch Managementfehler geraten war, 1852 gelöst wurden. Scarborough schätzte vor allem romantische Landschaften von amerikanischen und deutschen Malern. Von dem Maler Thomas Cole besaß er etwa die Gemälde View Across Frenchman’s Bay From Mt. Desert Island After a Squall und Elijah Fed By the Ravens. Den jungen Maler Worthington Whittredge förderte er mit einem Kredit von 1000 Dollar, damit er ihm beim Aufbau einer Kollektion von Landschaftsgemälden der Düsseldorfer Malerschule half. Whittredge, der etwa auch dem Sammler Joseph Longworth als Unterhändler diente, erwarb für Scarborough zu Anfang der 1850er Jahre Gemälde von August Leu, Alexander Michelis, Hans Fredrik Gude und Carl Friedrich Lessing.
Scarborough heiratete am 17. April 1844 in Zanesville, Ohio, Sarah Van Beuren (1822–1902), die zwischen 1849 und 1865 fünf Söhne und drei Töchter gebar. Scarborough bewohnte ein Herrenhaus in East Walnut Hills, Cincinnati, und starb im Alter von 82 Jahren. Er wurde auf der Familiengrabstätte in der Spring Grove Cemetery in Cincinnati beerdigt.